# Río Carrión
Río Carrión är ett vattendrag i Spanien.   Det ligger i provinsen Provincia de Palencia och regionen Kastilien och Leon, i den centrala delen av landet, 180 km norr om huvudstaden Madrid.